# ديفيد سنو
ديفيد سنو (بالإنجليزية: David Snow)‏ هو لاعب كرة قدم أمريكية أمريكي، ولد في 9 نوفمبر 1989 في لونغفيو في الولايات المتحدة.

## وصلات خارجية
- ديفيد سنو على موقع مرجع كرة القدم المحترفة.كوم (الإنجليزية)
- ديفيد سنو على موقع JustSportsStats.com (الإنجليزية)